# Берлиште
Берлиште (рум. Berlişte) насеље је у Румунији у округу Караш-Северин у општини Берлиште. Oпштина се налази на надморској висини од 100 m.

## Прошлост
По "Румунској енциклопедији" место се први пут помиње 1611. године. Тада је власник Габријел Бетлен то место доделио Јанку и Марку Рацу (Србину). Године 1717. пописане су само четири куће.
Аустријски царски ревизор Ерлер је 1774. године констатовао да се место "Перлиште" налази у Јасеновачком округу, Новопаланачког дистрикта. Становништво је било влашко.
Прва школа је ту отворена 1776. године, а учитељ Стефан Лунговић помиње се 1785. године.

## Становништво
Према подацима из 2002. године у насељу је живело 1358 становника.

### Попис2002.
| Расподела становништва по националности 2002.‍ | Расподела становништва по националности 2002.‍ | Расподела становништва по националности 2002.‍ | Расподела становништва по националности 2002.‍ | Расподела становништва по националности 2002.‍ |
| --------------------------------------------- | --------------------------------------------- | --------------------------------------------- | --------------------------------------------- | --------------------------------------------- |
|                                               |                                               |                                               |                                               |                                               |
| Румуни                                        | Румуни                                        |                                               | 1.186                                         | 87,7%                                         |
| Роми                                          | Роми                                          |                                               | 162                                           | 12,0%                                         |
| Срби                                          | Срби                                          |                                               | 5                                             | 0,4%                                          |

### Хронологија
| Година       | 1992 | 1993 | 1994 | 1995 | 1996 | 1997 | 1998 | 1999 | 2000 | 2001 | 2002 | 2003 | 2004 | 2005 | 2006 | 2007 | 2008 | 2009 | 2010 | 2011 | 2012 | 2013 | 2014 | 2015 | 2016 | 2017 |
| ------------ | ---- | ---- | ---- | ---- | ---- | ---- | ---- | ---- | ---- | ---- | ---- | ---- | ---- | ---- | ---- | ---- | ---- | ---- | ---- | ---- | ---- | ---- | ---- | ---- | ---- | ---- |
| Становништво | 1483 | 1448 | 1412 | 1376 | 1353 | 1347 | 1344 | 1331 | 1336 | 1326 | 1305 | 1320 | 1298 | 1272 | 1254 | 1262 | 1269 | 1264 | 1245 | 1229 | 1265 | 1251 | 1276 | 1274 | 1270 | 1258 |